# Maxomys pagensis
Maxomys pagensis és una espècie de mamífer rosegador de la família dels múrids. És endèmic de l'arxipèlag indonesi de Mentawai, on viu a les illes de Pagai Selatan, Pagai Utara, Sipura i Siberut. El seu hàbitat natural són els boscos primaris tropicals de plana. Està amenaçat per la tala d'arbres. El seu nom específic, pagensis, significa ‘de Pagai’ en llatí.